# Scorpiops profusus
Espèce
Synonymes
- Plethoscorpiops profusus Lourenço, 2017

Scorpiops profusus est une espèce de scorpions de la famille des Scorpiopidae.

## Distribution
Cette espèce est endémique de l'État Karen en Birmanie. Elle se rencontre à Pa-An dans la grotte Saddan.

## Description
La femelle holotype mesure 61,8 mm.

## Systématique et taxinomie
Cette espèce a été décrite sous le protonyme Plethoscorpiops profusus par Lourenço en 2017. Elle est placée dans le genre Scorpiops par Kovařík, Lowe, Stockmann et Šťáhlavský en 2020.

## Publication originale
- Lourenço, 2017 : « A new genus and species of scorpion from Burma [Myanmar] (Scorpiones: Scorpiopidae): Implications for the taxonomy of the family. » Comptes Rendus Biologies, no 340, p. 349–357.